# ذا غالكسي ريلويز
ذا غالكسي ريلويز (باليابانية: 銀河鉄道物語، بالروماجي: Ginga Tetsudō Monogatari) (بالإنجليزية: The Galaxy Railways) هو مسلسل أنمي ياباني تلفزيوني من إخراج يوكيو نيشيموتو، ومن إنتاج استوديو بلانت إينترتيمنت، مقتبس من سلسلة مانغا غالاكسي إكسبرس 999 من تأليف ليجي ماتسوموتو. عرض الأنمي في 4 أكتوبر عام 2003 واستمر عرضه حتى 4 أبريل عام 2004، وتكون من 26 حلقة.

## القصة
تدور أحداث القصة في عالم بديل حيث تكون القطارات قادرة على السفر بين الكواكب، وهي محمية من قبل قوات الدفاع الفضائية أو (إس دي أف)، ضد هجمات الإرهاب والعواصف النيزكية. وتتابع القصة حياة مانابو يوكي الذي يحلم بالانضمام إلى (إس دي أف)، لكن والدته تعارض ذلك، لأن والده وشقيقه الأكبر ماتا أثناء عملهم في (إس دي أف)، لكن مانابو يصر على تحقيق حلمه.

## الشخصيات

### قوات الدفاع الفضائية (إس دي أف)
مانابو يوكي
أداء صوتي: ناوكي ياناغي
لويز فورت دارك
أداء صوتي: أسامي سانادا
شوانهيلت بولج
أداء صوتي: أكيو أوتسوكا
بروس جاي سبيد
أداء صوتي: تاكيهيتو كوياسو
ديفيد يونغ
أداء صوتي: هيكارو ميدوريكاوا
يوكي سيكسارويد
أداء صوتي: ناوكو سوزوكي
كيليان بلاك
أداء صوتي: أكيرا إيشيدا
واتارو يوكي
أداء صوتي: كازوهيكو إينوي
أوين
أداء صوتي: أكيرا إيشيدا
جوليا أف رينهارت
أداء صوتي: هيو-سي
بيرسي شيلي
أداء صوتي: هيكاري يونو
ماغي ريدفورد
أداء صوتي: يوكي ميتسوغي
آي ماتسورا
أداء صوتي: توماتو أكاي
ريوساكو موراسي
أداء صوتي: ريوساكو تشيزيوا
ادوين سيلفير
أداء صوتي: واتارو هاتانو
خوسيه أنطونيو فالديفيا
أداء صوتي: أتسشي إيماروؤكا
موريتز شنايدر
أداء صوتي: يوجي أويدا
غاي لورنس
أداء صوتي: ياسوشي مياباياشي
جين بيير
أداء صوتي: ماساتو نيشينو
كيم آر. نايتغاي
أداء صوتي: يوجي أويدا
كوري رايشيد
أداء صوتي: هاروكا كيمورا
تيان دينغ
أداء صوتي: كوجي تسوجيتاني
أليس شميت
أداء صوتي: كانا ساكاي
لورا شميت
أداء صوتي: ماريا إيسي
كوتون كاندي
أداء صوتي: دايسكي ناميكاوا

### شخصيات أخرى
فريديريك جوهانسون
أداء صوتي: كينيو هوريوتشي
مامورو يوكي
أداء صوتي: هيكارو ميدوريكاوا
لايلا ديستني شورا
أداء صوتي: يوكو أساغامي
هيغورو تودو
أداء صوتي: هيتوشي كوبوتا (الجزء الأول)، ياسوشي مياباياشي  (الجزء الثاني)
براد
أداء صوتي: كاياتو أوهاشي
فرانز
أداء صوتي: يويتشي ماسوكاوا
كاتي
أداء صوتي: أسوكا تاني
ميكي
أداء صوتي: إيزومي كويكي
ساياكا
أداء صوتي: آكي نانبو
ويتمان
أداء صوتي: تاكيشي آونو
تارو أكاتسوكي
أداء صوتي: ميتسواكي هوشينو
إيفونوف ليونيدوفيتش بيريشكوف
أداء صوتي: كوزو شيويا
'كانا يوكي
أداء صوتي: يوكو أساغامي
كينوكو أساي
أداء صوتي: هيكاري يونو
الراوي
أداء صوتي: هيتوشي كوبوتا
شو
أداء صوتي: يو أراتا
ليون
أداء صوتي: بين شيمادا

## وصلات خارجية
- الموقع الرسمي (باليابانية)
- ذا غالكسي ريلويز على موقع فنميشن
- موقع ذا غالكسي ريلويز الدراما التلفزيونية نسخة محفوظة 14 مارس 2014 على موقع واي باك مشين. (باليابانية)